# Свиридов, Николай Васильевич
Николай Васильевич Свиридов (24 ноября 1923, Ртищево, Саратовская губерния — не ранее 1986) — советский хозяйственный, государственный и политический деятель.

## Биография
Родился в 1923 году в Ртищеве. Член ВКП (б) с 1943 года.
Участник Великой Отечественной войны, начальник химической службы 97-го гвардейского миномётного полка. Имел ранение
С 1947 года — на хозяйственной, общественной и политической работе. В 1947—1986 гг. — инструктор Дзержинского райкома ВКП(б) города Москвы, заместитель заведующего отделом пропаганды и агитации, заведующий организационным отделом райкома партии, заместитель заведующего отделом пропаганды и агитации Московского горкома КПСС, инструктор, заведующий сектором, заместитель заведующего отделом пропаганды ЦК КПСС, председатель Комитета по печати при Совете Министров РСФСР/председатель Государственного комитета РСФСР по делам издательств, полиграфии и книжной торговли.
Избирался депутатом Верховного Совета РСФСР 8-го, 9-го, 10-го и 11-го созыва.
Делегат XXIV, XXV, XXVI и XXVII съездов КПСС.
Умер после 1986 года.

## Деятельность
Издательство «Современник» было основано в 1970 году по инициативе председателя Государственного комитета Совета министров РСФСР по печати Н. В. Свиридова и нескольких писателей как издательство, специализирующееся на выпуске произведений современных русских писателей.
Участвовал в запрете книги Юрия Коваля «Пять похищенных монахов»[значимость факта?]:

Просто сняли из плана готовую книгу, отыллюстрированную… Вычеркнули из плана издательства. К сожалению, это делал Николай Васильевич Свиридов. Он был тогда председатель Госкомитета по печати при Совете Министров РСФСР.

По мнению Геннадия Красухина

Егор [Александрович Исаев] был на редкость малограмотным человеком и поэтом. Но его заприметил и стал продвигать Николай Васильевич Свиридов, работавший сперва в ЦК партии, а потом председателем Госкомпечати РСФСР. Убеждённому националисту Свиридову взгляды Исаева очень пришлись по душе, и он не только закрепил Егора на посту заведующего редакцией поэзии издательства «Советский писатель», но и поспособствовал тому, чтобы оброс Исаев необходимыми связями с влиятельнейшими людьми.

Вячеслав Иванович Кочемасов был заместитель председателя Совмина РСФСР по вопросам культуры, науки, образования. Он стоял уистоков ВООПИиКа, он активнейшим образом его поддерживал. Он тоже числился в русопятах, но молча и спокойно делал своё дело. Именно у него находили поддержку в своих патриотических делах Николай Васильевич Свиридов < председатель Госкомиздата РСФСР > , Мелентьев < «старший павловец», с 1970 г. министр культуры РСФСР >…